# تاش-یلگا (شهرستان یانائولسکی، باشقیرستان)
تاش-یلگا (انگلیسی: Tash-Yelga, Yanaulsky District, Republic of Bashkortostan) یک شهرک در شهرستان یانائولسکی استان باشقیرستان کشور روسیه است.